# Бергама
Бергама̀ (на турски: Bergama) е град в Северозападна Турция, вилает Измир, с население около 70 000 души (2002). В близост се намира археологическият обект Пергам.

## Побратимени градове
- Асеновград, България